# Vriesea modesta
Vriesea modesta là một loài thuộc chi Vriesea. Đây là loài đặc hữu của Brasil.